# Ейдриън Паздар
Ейдриън Паздар (на английски: Adrian Pasdar) (роден на 30 април 1965 г.) е американски актьор, озвучаващ артист и режисьор.  Известен е с ролите си на Деклън Дън в сериала „Мистерии“ и Нейтън Петрели в „Герои“. Режисьор е на пълнометражния филм „Цемент“. Озвучава Железния човек в поредицата Марвел Аниме, а също и във „Върховният Спайдър-Мен“.

## Личен живот
От юли 2000 г. е женен за певицата Натали Мейнс от групата Дикси Чикс. Семейството има син и дъщеря – Джаксън Слейд Паздар (роден на 15 март 2001 г.) и Бекет Фин Паздар (родена на 14 юли 2004 г.).

## Избрана филмография
| Година | Филм    | Оригинално заглавие | Роля                 | Режисьор  |
| ------ | ------- | ------------------- | -------------------- | --------- |
| 1999   | Топ Гън | Top Gun             | Чарлз „Чипър“ Пайпър | Тони Скот |